# Jabreilles-les-Bordes
Jabreilles-les-Bordes é uma comuna francesa na região administrativa da Nova Aquitânia, no departamento de Alto Vienne. Estende-se por uma área de 19,05 km². Em 2010 a comuna tinha 237 habitantes (densidade: 12,4 hab./km²).